# 公造とアナアナ
『公造とアナアナ』（こうぞうとアナアナ）は、2008年3月31日から2009年3月28日まで朝日放送テレビ（ABCテレビ）で毎日放送されていた番宣ミニ番組である。ハイビジョン制作。
朝日放送テレビ製作またはテレビ朝日製作のオススメ番組をクイズ番組形式で紹介していた。出演者は、出題者・進行役がABCアナウンサーの乾麻梨子、解答者が芸能リポーターの井上公造とABCアナウンサーの武田和歌子。
前番組は『公造のいえ』。後番組は『紗綾さーやるぞ』。

## 放送時間
- 月曜日 - 木曜日 24:24 - 24:29
- 金曜日 25:19 - 25:24
- 土曜日 22:55 - 23:00
- 日曜日 13:55 - 14:00